# Tasa de letalidad
La tasa de letalidad abreviado como TL  (o CFR del inglés: Case Fatality Rate) es la proporción de personas que mueren por una enfermedad entre los afectados por la misma en un periodo y área determinados. Es un indicador de la virulencia o de la gravedad de una enfermedad.
Es difícil de realizar porque es preciso registrar todos los casos de una enfermedad y en muchas enfermedades los casos asintomáticos o leves no son declarados.
Fórmula:
{\displaystyle L\%={F \over E}*100}
- L: tasa de letalidad.
- F: Número de muertes por una enfermedad en un periodo y área determinados.
- E: Número de casos diagnosticados por la misma enfermedad en el mismo periodo y área.

En las enfermedades infecciosas no todos los casos diagnosticados (E) representan el total de enfermos debido a que pueden presentarse infecciones subclínicas o sin evidencia de enfermedad. 
Es diferente de la tasa de mortalidad en que se da la proporción de muertes por una o varias enfermedades entre una población general en un periodo, que pueden estar afectados o no por la enfermedad, y por ello más fácil de establecer. Si es por una causa es la tasa de mortalidad específica y si es por todas las causas es tasa bruta de mortalidad.